# Setocordax gurneyi
Setocordax gurneyi är en tvestjärtart som beskrevs av Brindle 1970. Setocordax gurneyi ingår i släktet Setocordax och familjen hjärtfottvestjärtar. Inga underarter finns listade i Catalogue of Life.